# Mr. Brooks
Mr. Brooks (Brasil: Instinto Secreto / Portugal: A Face Oculta de Mr. Brooks) é um filme americano de suspense dirigido por Bruce A. Evans e estrelado por Kevin Costner, Demi Moore e William Hurt. Entrou em exibição em 1 de junho de 2007.

## Sinopse
Earl Brooks (Kevin Costner) é um executivo de sucesso, marido e pai exemplar, filantropo generoso. Todos o consideram um pilar em sua comunidade, mas ele esconde um grande segredo: é um serial killer. Seus crimes são conhecidos como sendo do Assassino da Impressão Digital, sendo que ninguém tem ideia de qual seja sua identidade. Apesar de estar afastado do mundo do crime há algum tempo, a compulsão de Brooks em matar volta à tona devido ao seu alter ego (William Hurt), o qual considera ser o verdadeiro assassino. Porém ao realizar mais um assassinato, Brooks comete um erro, sendo notado por um fotógrafo curioso (Dane Cook), que passa a chantageá-lo. Este crime também coloca em seu encalço a detetive Tracy Atwood (Demi Moore), que está obcecada em desvendar o caso.

## Elenco
- Kevin Costner ...  Mr. Earl Brooks
- Demi Moore ...  Det. Tracy Atwood
- Danielle Panabaker ...  Jane Brooks
- Dane Cook ...  Mr. Smith
- William Hurt ...  Marshall
- Marg Helgenberger ...  Emma Brooks
- Ruben Santiago-Hudson ...  Hawkins
- Aisha Hinds ...  Nancy Hart
- Lindsay Crouse ...  Captain Lister
- Jason Lewis ...  Jesse Vialo
- Reiko Aylesworth ...  Sheila - Jesse's Lawyer
- Matt Schulze ...  Thorton Meeks
- Yasmine Delawari ...  Sunday
- Traci Dinwiddie ...  Sarah Leaves
- Michael Cole ...  Atwood’s Lawyer

## Recepção
O Metacritic, que usa uma média ponderada, atribuiu ao filme uma pontuação de 45 em 100, baseado em 34 críticos, indicando críticas "mistas ou médias".